# Ведідкарі
Ведідкарі (груз. ვედიდკარი) — село в Грузії.
За даними перепису населення 2014 року в селі проживає 713 особи.